# Terenzio Alciati
Terenzio Alciati, né en novembre 1570 à Rome, alors la capitale des États pontificaux, et mort le 12 novembre 1651 à Rome) est un prêtre jésuite italien, théologien et historien du concile de Trente.

## Biographie
Issu d’une illustre famille milanaise, après cinq ans d’études de droit, il entre dans la Compagnie de Jésus et le 9 mars 1591. Il est successivement professeur de philosophie et de théologie au Collège romain, puis Supérieur de la Maison Professe et Vice Provincial.
Urbain VIII avait de lui une haute estime, et disait qu’il était digne du chapeau de cardinal ; mais il meurt avant de le recevoir, en 1651, laissant les matériaux d’un ouvrage intitulé : Historiæ concilii Tridentini a veritatis hostibus evulgatæ Elenchus. Il l’avait entrepris par ordre du pape, pour réfuter l’histoire de Paolo Sarpi. Ces matériaux servent, après sa mort, au cardinal Pallavicino, pour composer une nouvelle histoire de ce concile.

## Source
- « Alciat (Térence) », dans Louis-Gabriel Michaud, Biographie universelle ancienne et moderne : histoire par ordre alphabétique de la vie publique et privée de tous les hommes avec la collaboration de plus de 300 savants et littérateurs français ou étrangers, 2e édition, 1843-1865 [détail de l’édition]